# 维亚切斯拉夫·弗拉基米罗维奇
维亚切斯拉夫·弗拉基米罗维奇（俄语：Вячеслав Владимирович，1083年—1154年），古罗斯王公。他曾是斯摩棱斯克王公（1113年－1125年），图罗夫王公（1125年－1132年，1134年－1142年，1142年－1146年），佩列亚斯拉夫尔王公（1132年－1134年，1142年），维什哥罗德王公（1149年－1151年）。他曾经三度当过基辅大公（1139年，1150年，1151年－1154年）。 
维亚切斯拉夫·弗拉基米罗维奇是基辅大公弗拉基米尔·莫诺马赫的六子，母亲是英格兰公主威塞克斯的盖莎。1113年，他被送到斯摩棱斯克当王公，后来又去图罗夫。在大公 姆斯季斯拉夫一世·弗拉基米羅維奇安排下，维亚切斯拉夫·弗拉基米罗维奇于1132年得到佩列亚斯拉夫尔；但是在姆斯季斯拉夫死后，佩列亚斯拉夫尔很快就被姆斯季斯拉夫之子伊贾斯拉夫·姆斯季斯拉维奇（他是维亚切斯拉夫的侄子）夺走。
1139年2月18日，在其兄亚罗波尔克二世·弗拉基米罗维奇大公去世后，维亚切斯拉夫·弗拉基米罗维奇继承了基辅大公的公位。但是他这大公还作了还不到1个月，就被切尔尼戈夫王公弗谢沃洛德·奥利戈维奇赶下台。1150年代，在苏兹达尔王公尤里·多尔戈鲁基与伊贾斯拉夫二世·姆斯季斯拉维奇激烈争夺大公公位时，维亚切斯拉夫·弗拉基米罗维奇曾两次与后者联合统治基辅。
维亚切斯拉夫·弗拉基米罗维奇去世于1154年（一说1155年），他的遗体安葬于基辅圣索非亚大教堂。